# Anko Scholtens
Anko Scholtens (Nieuwe Pekela, 23 september 1893 - Oranienburg, 6 januari 1943 was een Nederlandse schooldirecteur en verzetsstrijder.

## Biografie
Scholtens was de zoon van Jan Jans Scholtens, schoolhoofd, en Hiltje van Hoogen. Hij was gehuwd met Sjoukje Jantina Elzenga, dochter van Kornelis Elzenga en Geesje Wiebenga uit Surhuizum.
Scholtens was directeur van de Kweekschool met den Bijbel in Groningen. Op deze school en voor jongerenverenigingen besprak hij o.a. de nationaalsocialistische ideologie. Hij werd op 8 september 1942 door de SD gearresteerd met als aanleiding het houden van een toespraak voor de Gereformeerde Jeugd Centrale over de Arbeidsdienst. Bij zijn arrestatie werd de administratie van deze Centrale in beslag genomen en trof men een aangedikte versie aan van een eerder door Scholtens gehouden antinazi toespraak. Na zijn arrestatie werd hij naar het concentratiekamp Oranienburg gestuurd, waar hij op 6 januari 1943 is overleden.
Scholtens hield zich bezig met individueel verzet tegen de Duitse bezetter.